# Andrena punjabensis
Andrena punjabensis là một loài Hymenoptera trong họ Andrenidae. Loài này được Cameron mô tả khoa học năm 1908.